# Monanthes
Monanthes es un género de plantas suculentas de la familia de las crasuláceas. Crecen principalmente en las Islas Canarias y algunas se pueden encontrar en Madeira. La mayor diversidad se encuentra en la isla de Tenerife, contando con siete especies presentes.
Están emparentadas con Sempervivum, Greenovia, Aichryson y Aeonium.
El nombre Monanthes es derivado del griego monos individual, y anthos porque la flor aparece normalmente solitarias en cada pedúnculo.

## Descripción
El género se compone de una docena de especies de plantas pequeñas, que no resisten las heladas, y que forman mayoritariamente pequeñas rosetas esféricas (de 1 a 2 cm) o de pequeñas ramas que sostienen hojas suculentas. Las flores tienen una estructura muy característica con 6-9 pétalos. Son especies que difieren mucho de unas a otras: varían en cuanto a su ciclo vital, de anual a perenne; en su aspecto visual, que pueden asemejarse a un buen observador al género Sempervivum o Sedum.  De hecho, puede que el género Monanthes proceda del continente africano, porque en efecto, existe un Sedum (Sedum surculosum) que se asemeja mucho a las especies del género Monanthes. 

## Taxonomía
El género fue descrito por Adrian Hardy Haworth y publicado en Saxifragearum Enumeratio. . . accedunt revisiones plantarum succulentarum 68. 1821.
Etimología
Monanthes: nombre genérico que procede del griego antiguo monos, que significa "único" y anthos, que significa "flor", por las supuestas flores solitarias en cada pedúnculo.

## Especies seleccionadas
- Monanthes anagensis
- Monanthes icterica
- Monanthes polyphylla
  - Monanthes polyphylla amydros
  - Monanthes polyphylla polyphylla
- Monanthes muralis
- Monanthes lowei
- Monanthes minima
- Monanthes brachycaulos
- Monanthes laxiflora
- Monanthes pallens